# Амфітеатров Валентин Миколайович
Протоієрей Валентин Миколайович Амфітеатров (1836—1908) — московський священник, проповідник, духівник, з 1892 року — настоятель кремлівського Архангельського собору. У Москві православними вшановується як чудотворець. Принципове рішення про канонізацію було прийнято в РПЦ в 1998 році, однак прославлення у лику святих досі не було.

## Біографія

### Походження
Отець Валентин походив з орловського роду Амфітеатрових, які дали Росії багатьох архієреїв, священників, а також діячів культури. Народився 1 (13) вересня 1836 в селі Високому Кромського повіту Орловської губернії. Батько — протоієрей Микола Гаврилович Амфітеатров — рідний брат архієпископа Казанського і Свияжского Антонія і племінник митрополита Київського і Галицького Філарета і літератора С. И. Раича; мати — Ганна).

### Ранні роки
У 1847 році Валентин вступив в Орловську духовну семінарію. В 1853 році, згідно з власним проханням був переведений в Київську семінарію, яку закінчив в 1854 році. Освіту продовжив у Московській духовній академії (1854—1858).
Отримавши ступінь кандидата богослов'я, Валентин Миколайович був призначений в Калузьке духовне училище на посаду інспектора і викладача. З 1859 року він викладав грецьку мову і загальну та російську історію в Калузькій семінарії.

### Одруження
Під час викладання в Калузькій семінарії Амфітеатров зблизився з одним зі своїх учнів — Олександром Івановичем Чупровим. В будинку його батьків, мосальского протоієрея Івана Пилиповича та Єлизавети Олексіївни (до шлюбу Брильянтової), Валентин Миколайович познайомився з братами і сестрами Олександра, у тому числі з Єлизаветою Іванівною, на якій незабаром, 17 липня 1860 року, і одружився.

### Початок священнослужіння
Син о. Валентина, Олександр Валентинович Амфітеатров, повідомляв, що священний сан батько взяв через тестя — це була умова одруження на Єлизаветі Іванівні. Однак, судячи з усього, водночас це було і добровільне, усвідомлене рішення самого Валентина Миколайовича.
14 вересня 1860 року Валентин Миколайович Амфітеатров єпископом Тульським і Белевским Алексієм (Ржанициним) був висвячений у диякони, а вже наступного дня, 15 вересня, — у священники. Першим його приходом був Благовіщенський храм р. Калуги. Близько року він також був членом Калузької консисторії.
У серпні 1864 року о. Валентин був переведений в Троїцький собор міста Лихвина Калузької губернії, з призначенням благочинним і цензором проповідей. У вересні того ж року він став законовчителем Лихвинского повітового училища. Пізніше, протягом деякого часу, він був доглядачем духовного училища м. Мещовске Калузької губернії. У червні 1866 року єпископом Калузьким і Боровським Григорієм (Міткевич) возведений у сан протоієрея.
У 1871 році о. Валентин переїхав у Москву і був призначений законовчителем у Московську учительську семінарію.. У 1873—1881 роках — в тій же посаді в Московському казенному реальному училищі.

### У «Несподіваній радості»
У 1874 році о. Валентин, за клопотанням Інокентія, митрополита Московського і Коломенського, був призначений в кремлівську церкву святих Костянтина і Олени, де знаходився відомий образ Божої Матері «Несподівана радість». Завдяки о. Валентину в храмі, де не було парафіян, утворилася численна громада, одна з найвідоміших у Москві. У свята маленька церква не вміщувала всіх богомольців. Отець Валентин служив літургію щодня.

### Настоятель Архангельского собору
З 1892 року стає настоятелем та благочинним кремлівського Архангельского собору. Прославився як проповідник і духівник, навіть святий Іоанн Кронштадтський направляв до о. Валентина мешканців Москви. З 1902 року втрачає зір, але в його квартиру на березі Москви-ріки, а пізніше до Очакова приїздили тисячі людей, яких він сповідував, також о. Валентин не припиняв праці і диктував проповіді, листи.
Був похоронений разом із дружиною на Ваганьковскому цвинтарі. В 1930 роки місце захороніння було знищено і на цьому місці возвели меморіал воїнам Великої Вітчизняної війни. Тільки у 1990 році з'явилася можливість поставити дерев'яний хрест приблизно там, де знаходилася могила о. Валентина.

### Твори
- Библейская история Ветхого и Нового Завета. Ч. 1. М., 1875.
- Очерки из библейской истории Ветхого Завета. Ч. 1. М., 1895; т. 2. Юрьев, 1910.
- Духовные беседы, произнесенные в Московском Архангельском соборе в 1896—1902 годах. М., 1910.
- Воскресные Евангелия. Сборник проповедей. М., 1910.
- Великий пост. Духовные поучения. М., 1910; переизд.: М., 1997.
- Духовные поучения. М., 1911.
- Письма к Екатерине Михайловне и к о.архим. Серапиону Машкиным // Богословский вестник. 1914. № 6. С. 327—350; № 7/8. с. 508—534.
- Духовные поучения. Проповеди протоиерея Валентина Николаевича Амфитеатрова, бывшего настоятеля московского придворного Архангельского собора, записанные с его слов одной из его духовных дочерей. М., 1916; переизд.: Проповеди. М., 1995.